# 基本相互作用
基本相互作用（英語：fundamental interaction）又称基本相互作用，為物质间最基本的相互作用，常稱為自然界四力或宇宙基本力（fundamental forces）。迄今为止观察到的所有关于物质的物理现象，在物理學中都可借助这四种基本相互作用的机制得到描述和解释。基本相互作用不僅支配著基本粒子也支配著宇宙。
| 名称         | 相對強度（以强相互作用为准） | 性質（對距離的作用大小）                        | 作用的範圍（米） | 传递相互作用的中间玻色子 |
| ------------ | ---------------------------- | ----------------------------------------------- | ---------------- | ------------------------ |
| 強相互作用   | 1                            | {\displaystyle {\sim r}}                        | 10−15            | 膠子                     |
| 电磁相互作用 | 1/137                        | {\displaystyle {\frac {1}{r^{2}}}}              | 無限大           | 光子                     |
| 弱相互作用   | 10-13                        | {\displaystyle {\frac {1}{r}}\ e^{-m_{W,Z}\ r}} | 10-18            | W及Z玻色子（W±,Z0）      |
| 引力相互作用 | 10-39                        | {\displaystyle {\frac {1}{r^{2}}}}              | 無限大           | 重力子                   |

大统一理论認為：強相互作用、弱相互作用和电磁相互作用可以統一成一種相互作用，目前统一弱相互作用和電磁相互作用的电弱统一理论已經獲得實驗證實。

## 重力相互作用
重力相互作用，簡稱重力或引力，是四个基本相互作用中最弱的，但是同时又是作用范围最大的（不會如電磁力一般相互抵銷）。但當距離增大，重力相互作用的影響力就會遞減，假設兩物件的相互距離為{\displaystyle r}，其作用力則可以{\displaystyle 1/r^{2}}的計算式推論出來。不像其他的相互作用，重力可以广泛地作用于所有的物质。由于其广泛的作用范围，當物质质量為極大，物质有关的属性以及與物質的帶電量有時可以相對地忽略。
而由于其广泛的作用范围，引力可以解釋一些大范围的天文现象，比如：银河系、黑洞和宇宙膨胀；以及基本天文现象例如：行星的公转；还有一些生活常识例如物体下落、很重的物体好像被固定在地上、人不能跳得太高等。
万有引力是第一种被数学理论描述的相互作用。在古代，亚里士多德建立了具有不同质量的物体是以不同的速度下落的理论。到了科学革命时期，伽利略·伽利莱用试验推翻了这个理论－如果忽略空气阻力，那么所有的物体都会以相同的速度落向地面。艾萨克·牛顿据传说看到蘋果掉落時發現地心引力，進而引伸出万有引力定律（1687年），是一个用来描述通常重力行为非常好的近似。在1915年，阿尔伯特·爱因斯坦完成了广义相对论，将重力用另一種方式描述－时空几何，並指出重力是空間與時間彎曲的一種結果。
如今，將广义相对论和量子力学綜合而成的量子引力理论，是一個相當活躍的領域。在此理論中，引力被假定為被引力子所傳遞。引力子仍是假想粒子，目前还没有被观测到。
尽管广义相对论在非量子力学限制的情况下较精确地描述了引力，且被實驗所證實，但是仍有不少描述万有引力的替代理论，其中被物理學家認真看待的，都會在某種極限下回到廣義相對論，而目前观测工作的焦点就是在哪些極限狀況下广义相对论會有偏差。
力隨著物體質量增加而增加，隨著距離增加而減少：

{\displaystyle f=m1*m2/d^{2}}

## 電弱相互作用
電磁力和弱核力在日常生活的低能量態下看似大相徑庭，並可用兩種不同的理論所描述，但是在能量超過100GeV以上時，這兩種作用力就會合成一種電弱力。電弱力對於現代的宇宙學而言相當重要，特別是在描述宇宙的演化。在大爆炸不久之後，溫度大約在1015 K以上時，電磁力與弱核力融合成了電弱力。
阿卜杜勒·薩拉姆、謝爾登·格拉肖及史蒂文·溫伯格在1979年因電弱統一理論，得到了諾貝爾物理獎。

### 電磁相互作用
世上大部分物質都具有電磁力，而磁與電是電磁力的其中一種表現模式。例如電荷異性相吸、同性相斥的特性是其中之一。電磁力和重力一樣，其作用影響範圍是無限大的。

### 弱相互作用
弱相互作用，或弱核力，可以說是核能另一種來源，主要是核子產生之天然輻射，四種相互作用中，弱相互作用只比引力強一點。

## 強相互作用
強相互作用又稱為強核力，所有存在宇宙中的物體都是由原子構成，而原子核是由中子和質子組成。中子沒有電荷，而質子則带正電荷；但需要牽引力把它們結合在一起，而强相互作用就是這種“牽引力”。